# Passage Julien-Lacroix
Le passage Julien-Lacroix est une voie du 20e arrondissement de Paris, en France.

## Situation et accès
Le passage Julien-Lacroix est situé dans le 20e arrondissement de Paris. Il débute au 45, rue des Couronnes et se termine en impasse.

## Origine du nom
Il porte ce nom en raison du voisinage de la rue éponyme. Julien Lacroix était l'un des grands propriétaires de la colline de Belleville sur laquelle la rue fut créée en 1868.

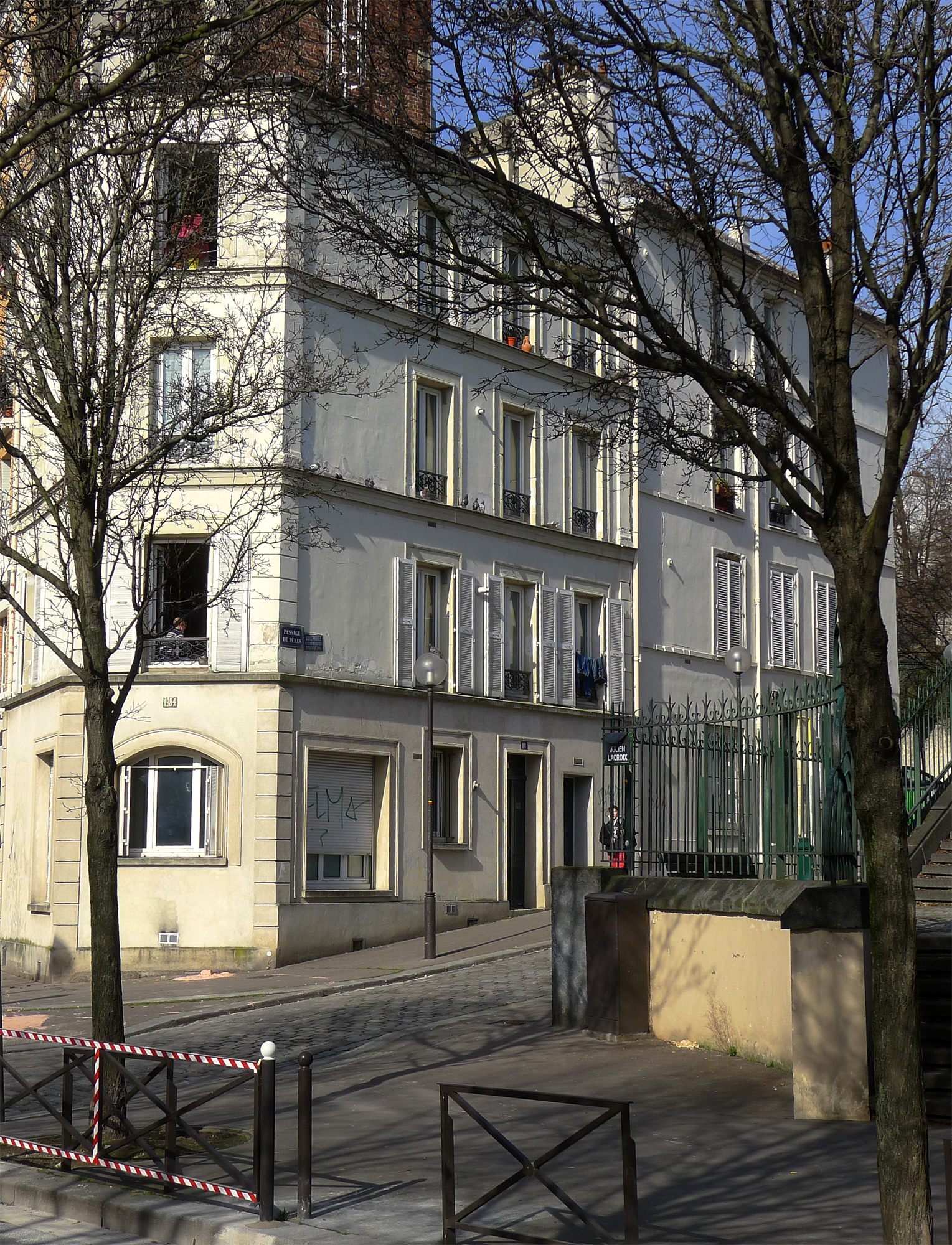
Vue du passage de Pékin.
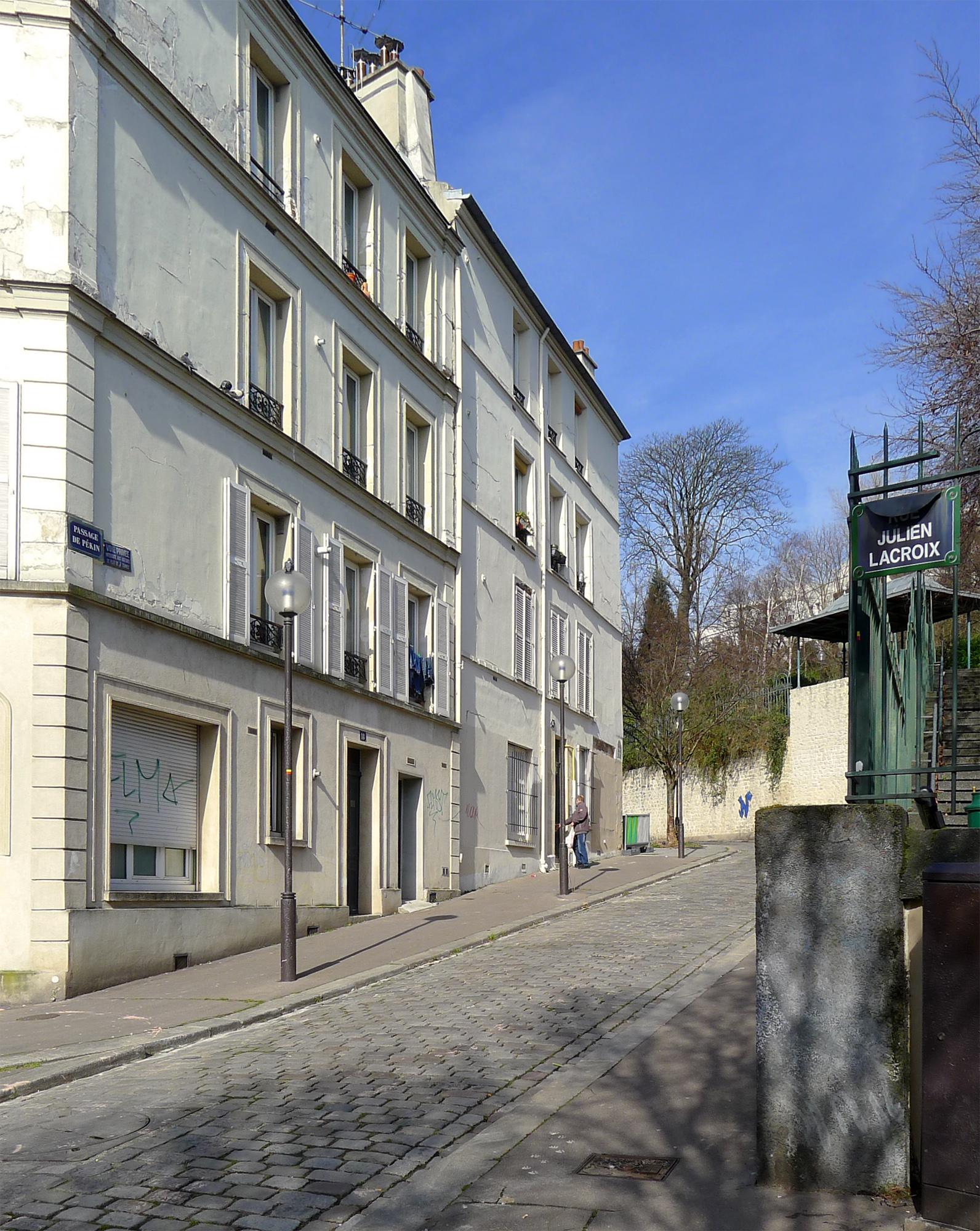
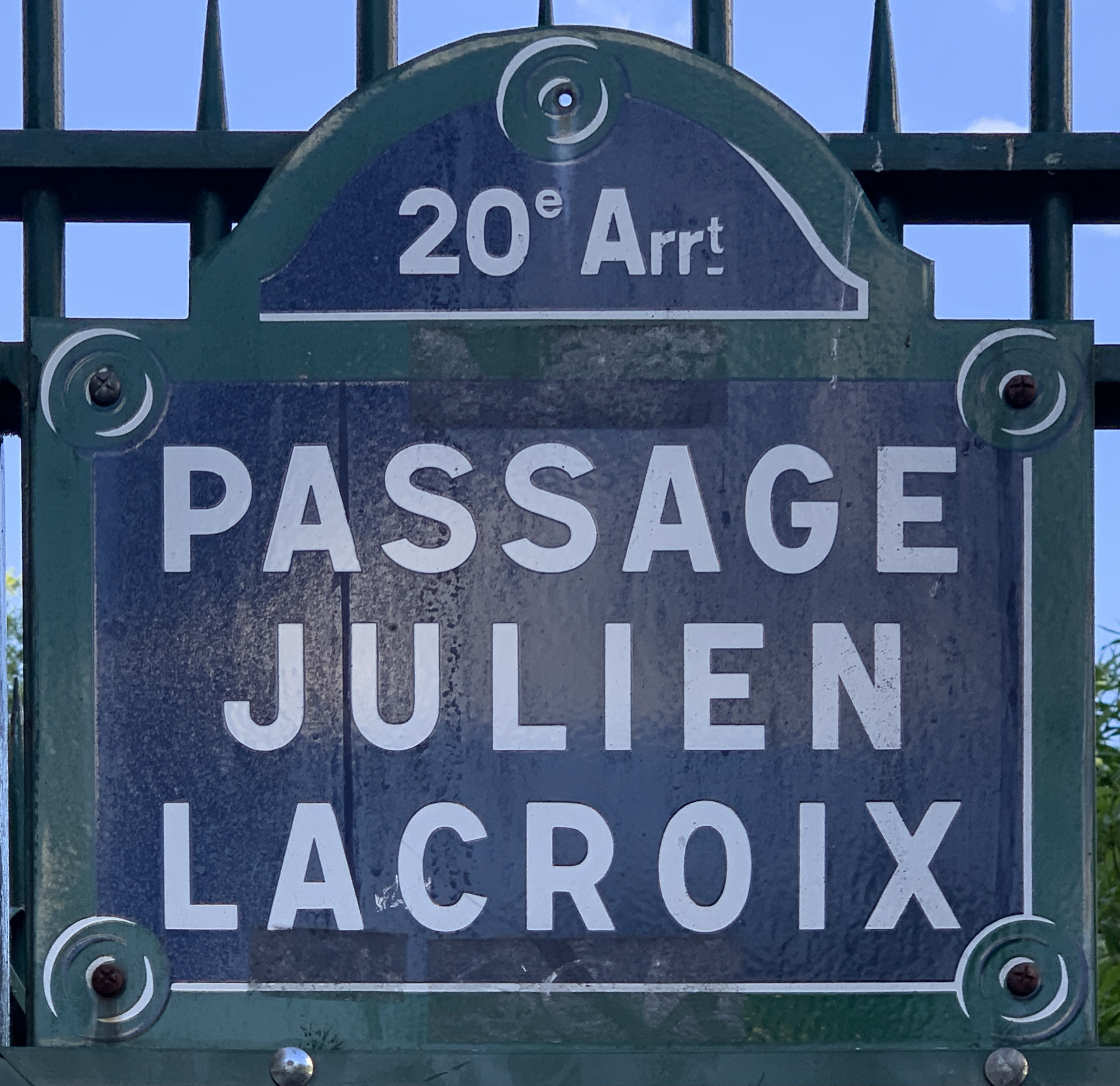
Plaque de la voie.

## Historique
Cette voie s'est appelée « passage des Envierges » avant de prendre sa dénomination actuelle par un arrêté du 1er février 1877. Elle rejoignait autrefois la rue Vilin jusqu'à la destruction totale du quartier, décrété insalubre par les autorités, et son remplacement par le Parc de Belleville.
The passage appears in the movie “The Red Balloon” as the  location where the balloon is first obtained .

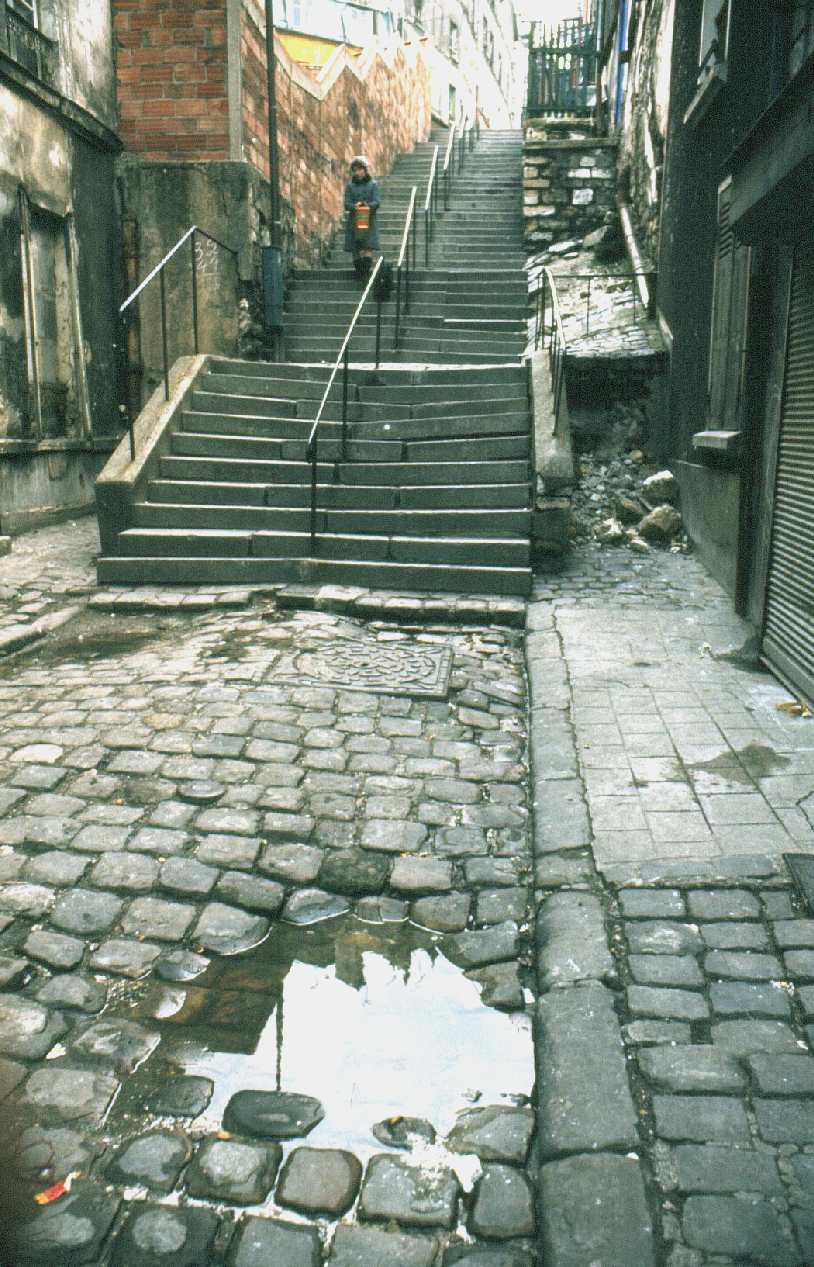
L'escalier du passage Julien-Lacroix montant vers la rue Vilin (1971).